# Scaphopetalum mannii
Scaphopetalum mannii är en malvaväxtart som beskrevs av Maxwell Tylden Masters. Scaphopetalum mannii ingår i släktet Scaphopetalum och familjen malvaväxter. Inga underarter finns listade i Catalogue of Life.